# Aphyosemion striatum
Aphyosemion striatum é um peixe de água doce da ordem Cyprinodontiformes. Mede cerca de 6 cm de comprimento e ocorre em zonas pantanosas e ribeiros da África ocidental equatorial.